# 台湾碟文蛤
台湾碟文蛤（学名：Sunetta sunettina）是帘蛤目帘蛤科楔形蛤屬的一种。

## 分佈
本物種見於台湾，常栖息在潮间带沙底。